# Monotaxis (plante)
Pour les articles homonymes, voir Monotaxis.
Genre
Classification phylogénétique
Monotaxis est un genre de plantes à fleurs de la famille des Euphorbiaceae.

## Liste des espèces
Selon Catalogue of Life (25 juillet 2017) :
- Monotaxis bracteata Nees ex Klotzsch
- Monotaxis grandiflora Endl.
- Monotaxis linifolia Brongn.
- Monotaxis luteiflora F.Muell.
- Monotaxis macrophylla Benth.
- Monotaxis occidentalis Endl.
- Monotaxis paxii Grüning
- Monotaxis tenuis Airy Shaw